# Франсіско де Паула Енріке де Бурбон-і-Ескасані
Франсіско де Паула Енріке де Бурбон-і-Ескасані (ісп. Francisco de Paula de Borbón y Escasany, Duque de Sevilla; 16 листопада 1943, Мадрид — 20 травня 2025) — іспанський аристократ і гранд, 5-й герцог Севільський (з 1967 року), далекий родич іспанської королівської правлячої династії Бурбонів.
Бізнесмен, який займається банківською діяльністю, нерухомістю та іншими видами комерційної діяльності.

## Біографія
Народився в Мадриді 16 листопада 1943 року. Старший син Франсіско де Бурбон-і-Бурбон (1912—1995), старшого сина Франсіско де Бурбон-і-де-ла-Торре (1882—1952) і Енрікети де Бурбон-і-Параді, 4-ї герцогині Севільської (1885/1888 — 1967). Його мати — Енрікета Ескасані-і-Мігель (1925—1962) була дочкою Ігнасіо Ескасані-і-Анселя і Енрікети де Мігель-і-Мас, 2-й маркізи де Побла де Кларамун.
Його дід і баба по батьковій лінії були двоюрідними братами і внуками інфанта Енріке Іспанського, 1-го герцога Севільського (1823—1870). Франсіско де Бурбон, 5-й герцог Севільський, є членом іспанської династії Бурбонів і родичем нинішнього короля Іспанії Філіпа VI, оскільки вони обидва є нащадками іспанського короля Карла IV.

## Герцог Севільський
Після смерті своєї бабусі, Енрікети де Бурбон-і-Параді, 4-ї герцогині Севільської (1885—1967), він успадкував титул герцога Севільського. Його батько Франсіско де Бурбон-і-Бурбон відмовився від своїх власних прав на герцогський титул на користь старшого сина у 1967 році.

## Родина
Герцог Севільський був тричі одружений. 7 липня 1973 року в Баден-Бадені він одружився першим шлюбом з графинею Беатріс фон Харденберг (народилася 28 червня 1947 р.), дочці графа Гюнтера фон Харденберг (1918—1985) і принцеси Марії Джозеф цу Фюрстенберг (1922—2008). У подружжя було троє дітей. 30 червня 1989 року вони розлучилися.
- Олівія де Бурбон-і-Харденберг (нар. 6 квітня 1974, Лондон), підприємець, яка створила ювелірну фірму «Aristocrazy»
- Христина де Бурбон-і-Харденберг (нар. 2 вересня 1975, Мадрид), керівник фірми по швидкому харчуванню (кейтеринг)
- Франсіско де Бурбон-і-Харденберг (нар. 21 січня 1979, Мадрид), підприємець, учасник першого сезону телевізійного серіалу на каналі TLC «Secret Princes»[4]

19 жовтня 1991 року герцог Севільський вдруге одружився в Відні на Ізабеллі Євгенії Караніч (народилася 23 листопада 1959). Подружжя було бездітним і розлучилося 17 червня 1993 року в Мадриді.
2 вересня 2000 року він втретє одружився в Марбельї на Марії де лос Анхелес-де-Варгас-Цуніга-і-де-Хуанес (народилася 19 листопада 1954). Третій шлюб також був бездітний.

## Орден Святого Лазаря

Герб великого магістра Ордена Святого Лазаря, створеного в 1910 році

5 жовтня 1996 року в Санта-Марії-делла-Пасіоне (Мілан, Італія) Франсіско де Бурбон-і-Ескасані, 5-й герцог Севільський, був обраний 48-м великим магістром Ордена Святого Лазаря (від Мальтійського відділення). Він змінив на цій посаді свого батька, який був великим магістром Ордену Святого Лазаря з 1959 року. В 2008 році герцог Севільський відмовився від посади великого магістра, його змінив його кузен, Дон Карлос Гереда і де Бурбон, маркіз де Альмасан (1947 р.н.). Після відставки герцог Севільський отримав звання «почесний великий магістр».

## Порядок успадкування вакантного французького престолу
Будучи прямим нащадком короля Франції Людовика XIV, Франсіско де Бурбон, герцог Севільський, знаходиться на шостому місці в порядку спадкування французького королівського престолу.

## Титулатура і нагороди
- 16 листопада 1943—1967 рік: Дон Франсіско де Бурбон-і-Ескасані
- 1967 — даний час: Його Високоповажність Герцог Севільський
- Великий магістр Ордена Святого Лазаря (1996—2008)
- Кавалер Ордена Орла Грузії і Нетлінної Плащаниці
- Президент (Consejero Magistral) корпусу дворянства Астурії.